# Thomas Hörner
Thomas Hörner (* 16. Oktober 1966 in Bamberg) ist ein deutscher Sachbuchautor.

## Veröffentlichungen
- Marketing im Internet: Konzepte zur erfolgreichen Online-Präsenz. Dt. Taschenbuch-Verlag, München 2006, ISBN 978-3-423-50895-7
- Texten für das Internet: ein Ratgeber für Ihren erfolgreichen Web-Auftritt. Dt. Taschenbuch-Verlag, München 2013, 2. Auflage, ISBN 978-3-423-50934-3 (1. Auflage 2009, ISBN 978-3-423-50923-7).
- Mobile Marketing – Kunden überall ansprechen In: Aktuelle Ansätze im Marketing, 11 Trends für die Praxis im Überblick Cornelsen Verlag, Berlin 2012, ISBN 978-3-06-151009-1
- Erfolgreiche Suchmaschinenoptimierung (SEO) – so gehen Sie richtig vor QuaYou GmbH, Hamburg 2014, ISBN 978-3-95836-047-1
- Einfach Online – Praxis-Tipps für kleine Einzelhändler in Bayern Leitfaden des Bayerischen Staatsministeriums für Wirtschaft und Medien, Energie und Technologie[1]
- Marketing mit Sprachassistenten. So setzen sie Alexa, Google Assistant & Co. strategisch erfolgreich ein. Verlag Springer Gabler, Wiesbaden 2019, ISBN 978-3-658-25649-4
- Werbewirkung und Controlling im Content-Marketing. Wirkmechanismen erkennen, Controlling optimieren und Strategie anpassen. Springer Gabler Verlag, Wiesbaden 2022. ISBN 978-3-658-37014-5
- Content-Marketing: Hintergründe, Abgrenzung und Einordnung, Praxisbeispiele. In: Praxiswissen Online-Marketing, S. 337-364. Springer Gabler Verlag, Wiesbaden 2022. ISBN 978-3-658-32339-4
- Sprachassistenten im Vertrieb. In: Digitalisierung im Vertrieb, S. 475-501, Springer Gabler Verlag, Wiesbaden 2023. ISBN 978-3-658-38432-6
- Advertising Impact and Controlling in Content Marketing. Recognize Impact Mechanisms, Optimize Controlling and Adapt Strategy. Springer Nature, Wiesbaden 2023. ISBN 978-3-658-40550-2